# 尖尾科
尖尾线虫科（学名：Oxyuridae），又或簡單叫作尖尾科，为中型或小型线虫，皆為脊椎动物的寄生虫。本科舊屬线虫动物门胞管腎綱，今屬小桿目旋尾亞目的尖尾下目。本科下領八個屬，當中包括包含有人蟯蟲（Enterobius vermicularis）的蟯蟲屬。

## 型態描述
口唇常为三个。食道有一个明显分开的后球。肠管无盲支。雌虫尾部长、锥状，卵巢两个，多为卵生、少数种类卵胎生。卵椭圆形，一般比较大而对称。

## 分類
Yamaguti（1961）将此科分作11個亞科，分別為：
- 无刺亚科（Aspiculurinae）、
- 颈棘亚科（Auchenacanthinae）、
- 丽尾亚科（Cosmocercinae）、
- 异尖线亚科（Heteroxynematinae）、
- 罗洛亚科（Lautoiinae）、
- 罗特拉亚科（Laurotravassoxyurinae）、
- 尖体亚科（Oxysomatiinae）、
- 尖尾亚科（Oxyurinae）、
- 管状蛲虫亚科（Syphaciinae）、
- Travnematinae亚科及
- Velariocephalinae亚科。

其中寄生在哺乳动物和鸟类的分属于管状蛲虫亚科、异尖线亚科、无刺亚科、颈棘亚科、尖尾亚科、丽尾亚科、罗洛亚科7个亚科。
現時本科包括下列各屬：
- Citellina
- 蟯蟲屬 Enterobius
- Lemuricola
- 尖尾屬 Oxyuris
- Passalurus
- Protozoophaga
- Skrjabinema
- Syphacia
- Trypanoxyuris
- Wellcomia

當中，Odontogeton Allgen, 1925及Syphacea Seurat, 1916兩個屬都是海洋生物物種。